# El quart protocol
El quart protocol (títol original en anglès: The Fourth Protocol) és una pel·lícula britànica d'espionatge, dirigida per John Mackenzie i estrenada l'any 1987. Ha estat doblada al català.

## Argument
Signat l'any 1968, el quart protocol reuneix els Estats Units, l'URSS, França i el Regne Unit. Prohibeix a tota nació que disposi d'energia nuclear d'introduir clandestinament qualsevol arma nuclear, en peces o sencera, en un territori estranger. Vint anys més tard, el KGB posa a punt un pla molt discutible.

## Repartiment
| Intèrpret          | Personatge                           | Veu en català         |
| ------------------ | ------------------------------------ | --------------------- |
| Michael Caine      | John Preston                         | Arseni Corsellas      |
| Pierce Brosnan     | Valeri Petrofsky / James Edward Ross | Ernest Aura           |
| Ned Beatty         | Borisov / Pavel Petrovic             | Eduard Lluís Muntada  |
| Joanna Cassidy     | Irina Vassilievna                    | Roser Cavallé         |
| Julian Glover      | Brian Harcourt-Smith                 | Lluís Marco           |
| Michael Gough      | Sir Bernard Hemmings                 | Emili Freixas         |
| John Horsley       | Sir Anthony Plumb                    | Vicenç Manel Domènech |
| Ray McAnally       | general Karpov                       | Josep Maria Ullod     |
| Alan North         | general Govershin                    | Pepe Mediavilla       |
| Ian Richardson     | Sir Nigel Irvine                     | Antonio Crespo        |
| Anton Rodgers      | George Berenson                      | Enric Arquimbau       |
| Caroline Blakiston | Angela Berenson                      | desconeguda           |
| Betsy Brantley     | Eileen McWhirter                     | Aurora García         |
| Jerry Harte        | professor Krilov                     | Fèlix Benito          |
| Aaron Swartz       | Gregoriev                            | Albert Mieza          |
| Octavia Verdin     | Jill Dunkley                         | Alicia Laorden        |